# شلوه، لاچین
شلوه (ارمنی: Շալուա، ترکی آذربایجانی: Şəlvə) یک منطقهٔ مسکونی در جمهوری آرتساخ است که در استان کاشاتاق واقع شده‌است. شلوه بر اساس سرشماری سال ۲۰۱۵ بالغ بر ۵۵ تن جمعیت دارد.